# Гайсвіллер-Зеберсдорф
Гайсвіллер-Зеберсдорф (фр. Geiswiller-Zœbersdorf) — муніципалітет у Франції, у регіоні Ельзас, департамент Нижній Рейн. Гайсвіллер-Зеберсдорф утворено 1 січня 2018 року шляхом злиття муніципалітетів Гайсвіллер i Зеберсдорф. Адміністративним центром муніципалітету є Гайсвіллер. Населення — 387 осіб (01.01.2021).